# اندرلین (داکوتای شمالی)
اندرلین(به انگلیسی: Enderlin) شهری در ایالت داکوتای شمالی کشور ایالات متحده آمریکا است که جمعیت آن در سرشماری سال ۲۰۱۰ میلادی، ۸۸۶ نفر بوده‌است.